# TGM
Pour les articles homonymes, voir TGM (homonymie).
 (février 2020).
Si vous disposez d'ouvrages ou d'articles de référence ou si vous connaissez des sites web de qualité traitant du thème abordé ici, merci de compléter l'article en donnant les références utiles à sa vérifiabilité et en les liant à la section « Notes et références ».
Le Tunis-Goulette-Marsa (TGM) est une ligne ferroviaire tunisienne, à double voie, qui relie Tunis à La Marsa en passant par La Goulette. Cette ligne porte officiellement le nom de TGM depuis 1905, date de l'inauguration du premier tracé direct à travers le lac de Tunis.
Sa longueur totale est de 19 kilomètres et l'écartement des rails est standard (1 435 millimètres). Le trajet dure environ 45 minutes pour 680 millimes en deuxième classe et 1,090 dinar en première classe. La fréquence de passage des trains est de dix à vingt minutes.
À terme, le TGM va être intégré dans le réseau du métro léger de Tunis et une nouvelle ligne construite vers Aïn Zaghouan et Bhar Lazrag (8,4 kilomètres). Une telle opération nécessitera la mise à niveau des quais de gares afin qu'ils soient adaptés aux rames du métro léger.

## Histoire

### XIXe

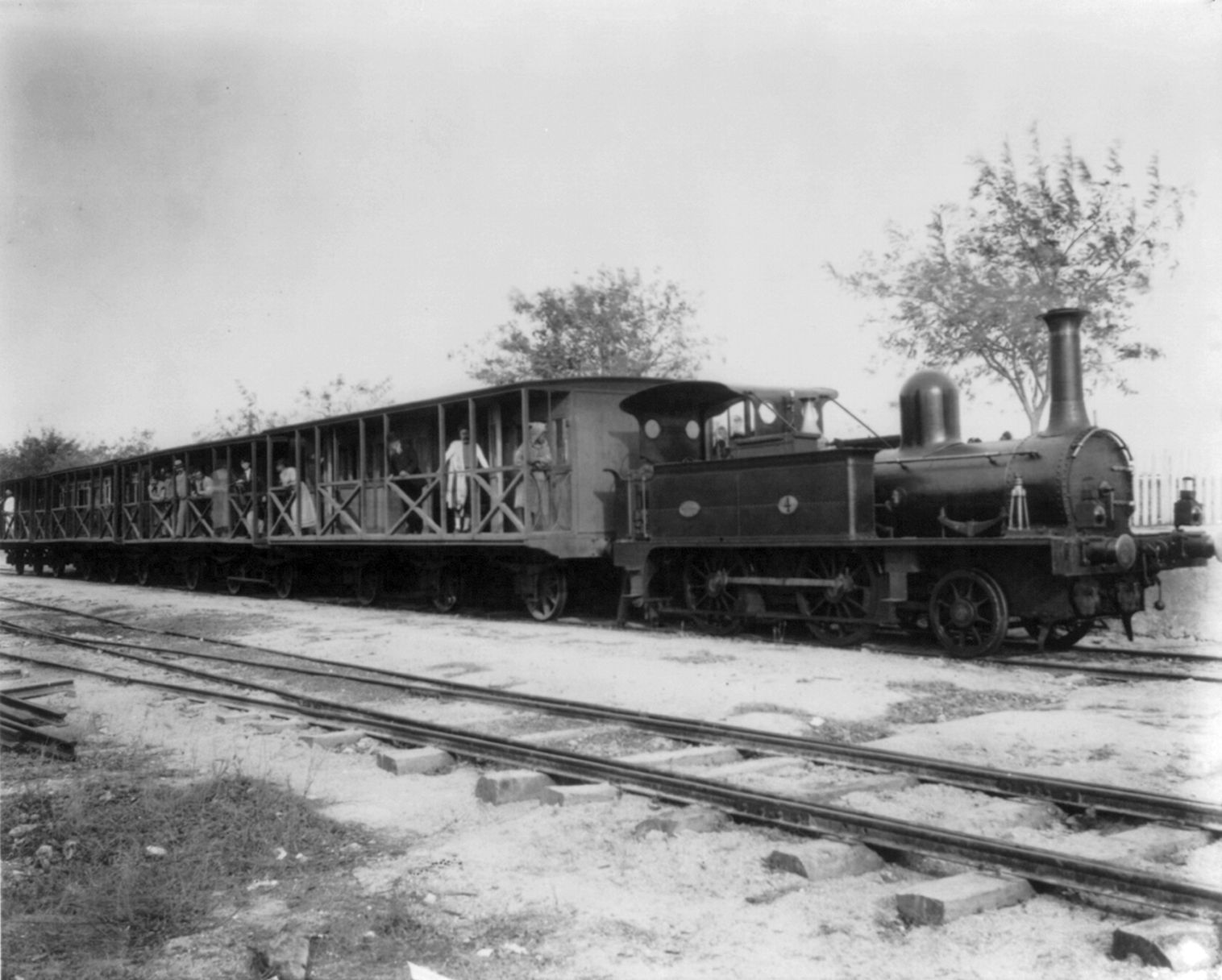
Train à vapeur à La Marsa.

À une époque où, faute de moyens financiers, il n'existe que quatre kilomètres de route empierrée en Tunisie, entre Tunis et Le Bardo, le train est vu comme un jouet par le bey de Tunis qui pourra ainsi se déplacer plus confortablement entre ses différents palais du Bardo, de La Goulette et de La Marsa. En réalité, la lutte d'influence à laquelle se livrent Français, Anglais et Italiens en Tunisie est féroce et le monopole qui leur sera accordé aura de lourdes conséquences sur l'avenir du pays. Ainsi, dès le 23 août 1871, le gouvernement décide de céder à un citoyen britannique, Edward Pickering, la construction et l'exploitation de deux lignes à vapeur et à voie normale reliant Tunis à La Goulette (dix kilomètres par la rive nord du lac) et au Bardo (cinq kilomètres).
Une convention en date du 8 avril 1872 concède les embranchements La Goulette-La Marsa (cinq kilomètres) et El Aouina-La Marsa (sept kilomètres) à Pickering qui va créer la Tunisian Railway Company. La concession du réseau devant atteindre un développement total de 33 kilomètres est rétrocédée à M. Wilkinson par le décret du 9 septembre de la même année tandis qu'une convention du 30 octobre 1876 lui concède également l'embranchement Tunis-La Goulette, le tout avec monopole mais sans subvention, ni garantie du gouvernement sauf la cession gratuite de la plupart des terrains nécessaires à l'établissement des lignes. Ces dernières sont mises en exploitation entre 1872 et 1884 (Tunis-La Goulette en 1872, La Goulette-La Marsa en 1874 et El Aouina-La Marsa en 1884) mais, leur rendement étant insuffisant, la compagnie anglaise cherche à s'en défaire.
C'est la Société de navigation génoise Rubattino qui les acquiert en 1880 au prix de 4 300 000 francs, avec garantie d'intérêt du gouvernement italien, même si elle cède peu après la ligne Tunis-Le Bardo à la Compagnie des chemins de fer Bône-Guelma. Le réseau est racheté le 29 juillet 1898 par cette dernière, bénéficiant du protectorat français de Tunisie, au prix de 7 500 000 francs, achat consacré par la convention du 22 mars de la même année entre le gouvernement tunisien et la compagnie.

### XXesiècle

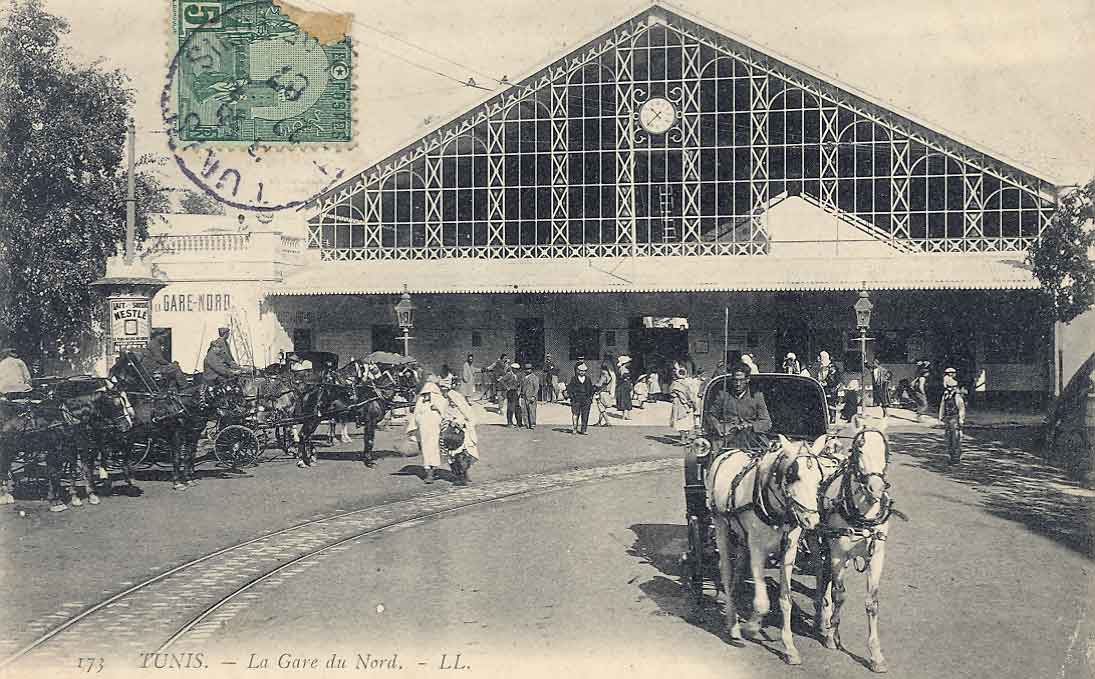
Gare de Tunis Nord (1915).

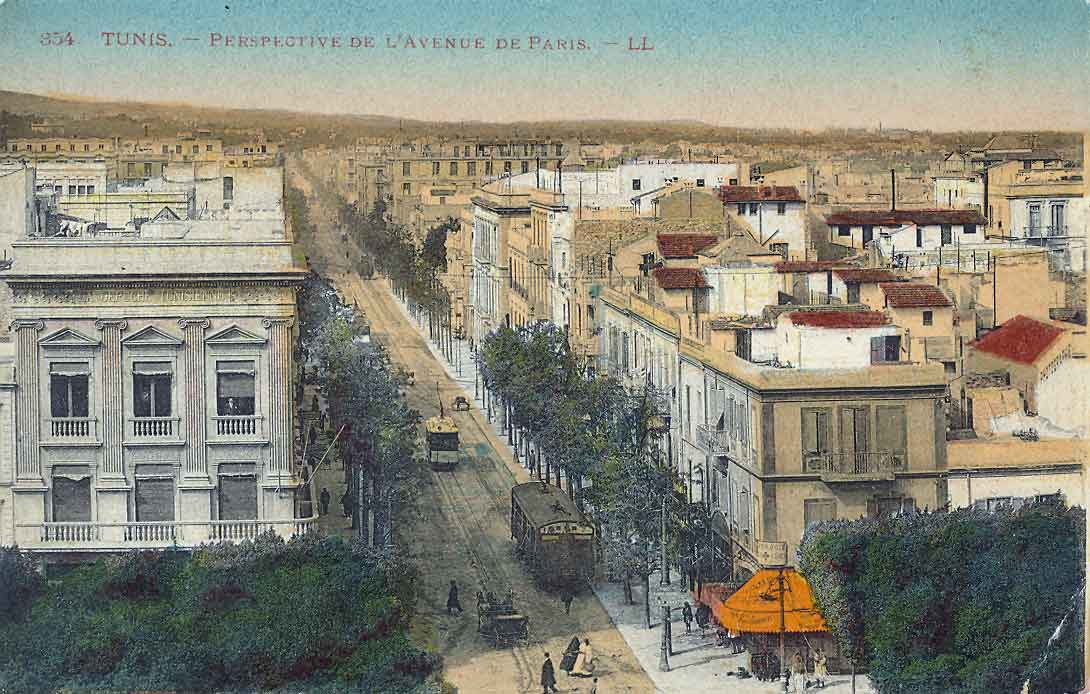
Terminus de l'avenue de Paris (1931).

Le trafic portant presque exclusivement sur les voyageurs est malheureusement insuffisant, la recette annuelle ne dépasse pas 500 000 francs et le déficit à la charge de l'État atteint 75 000 francs. Dans ces conditions, la direction générale des travaux publics est amenée à substituer la traction électrique à la traction à vapeur (grâce à un troisième rail de 600 volts DC). Par les conventions des 19 et 20 août 1905, la Compagnie des tramways de Tunis (CTT) reprend le réseau à la Compagnie des chemins de fer Bône-Guelma. Celle-ci, moyennant une annuité de 318 543 francs, conserve à sa charge le service de l'intérêt et l'amortissement de tous les capitaux antérieurement dépensés alors que le gouvernement tunisien et la CTT supportent les frais de l'installation électrique. Cette dernière est débute le 10 juillet 1908.
Une réorganisation des lignes, qui subsistera jusqu'aux années 1960, est également mise en place en 1905. Une ligne directe Tunis-La Goulette est implantée sur une digue longeant le canal qui traverse le lac de Tunis. Elle permet de réduire le trajet de Tunis à La Goulette de trente à seize minutes et celui de Tunis à Carthage de 45 à 26 minutes grâce à près de 65 trains journaliers dans chaque sens. Le TGM possède dorénavant deux lignes :
- la ligne I (ou ligne Sud) : Tunis Casino-Marsa Plage avec un nouveau tracé proche du littoral et desservant Carthage et Sidi Bou Saïd alors qu'auparavant le tracé passait à l'ouest de Carthage avec une gare entre La Malga et l'amphithéâtre ;
- la ligne II (ou ligne Nord) : Tunis Nord-Marsa Plage.

Avant 1914, la ligne Nord voit son terminus transféré de Tunis Nord, au carrefour des avenues de Paris et de Londres, à l'origine de l'avenue de Paris (près du carrefour de l'avenue Jules-Ferry). Vers 1935, la ligne retrouve son terminus initial pour ne pas gêner la circulation sur l'avenue de Paris.
Pendant la Seconde Guerre mondiale, de décembre 1942 à juin 1943, le trafic est interrompu. Après la nationalisation des transports publics tunisois en 1958, la Société nationale des transports est créée en 1963 et prend en charge l'exploitation le réseau du TGM. En 1965, la ligne Nord est démantelée et le terminus de la ligne Sud, dorénavant la seule, est déplacée de Tunis Casino à Tunis Marine en 1975. En 1981, la Société du métro léger de Tunis, créée en vue d'entreprendre la réalisation du métro de la capitale, prend en même temps en charge la gestion du TGM. En décembre 1989, la captation du courant par caténaire remplace l'alimentation par troisième rail qui était utilisée en dehors de l'agglomération tunisoise. Une ligne électrique suspendue de 750 volts DC est ainsi installée. En 2003, la Société des transports de Tunis (STT) voit le jour et prend en charge l'exploitation de la ligne. À la fin 2004, les nouveaux logos affichés sur les trains indiquent le sigle TRANSTU au lieu de celui de la STT.

### Matériel roulant
Sur le plan technique, le matériel d'origine ressemble beaucoup au premier matériel du métro de Paris qui est en bois. En 1923, les convois du TGM comprennent des motrices de 250 HP qui peuvent atteindre des vitesses de 60 à 65 kilomètres à l'heure.
En 1958, le parc comprend encore 25 motrices de type ancien, construites de 1908 à 1918, à côté de huit motrices franco-belges à caisses métalliques livrées en 1930. Les remorques sont au nombre de 23 dont neuf disposant d'un compartiment à bagages. Tout le matériel était à bogies assurant un bon confort de roulement.
Une modernisation considérable intervient en 1979 avec l'introduction des rames doubles du constructeur allemand MAN, en faisant un véritable métro, avec plus de 100 voyages par jour contre 70 en 1965.

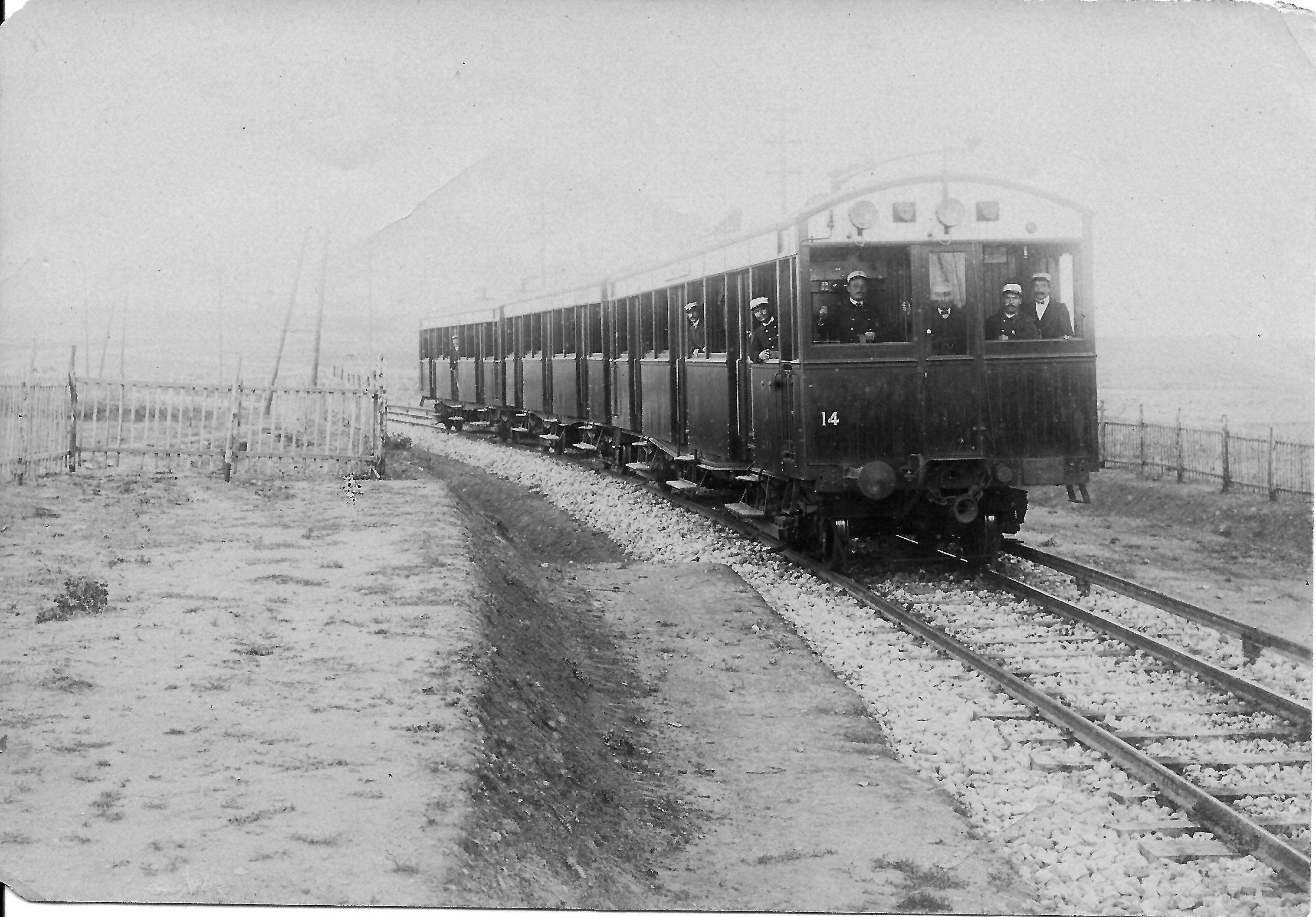
TGM sur voie en 1908.
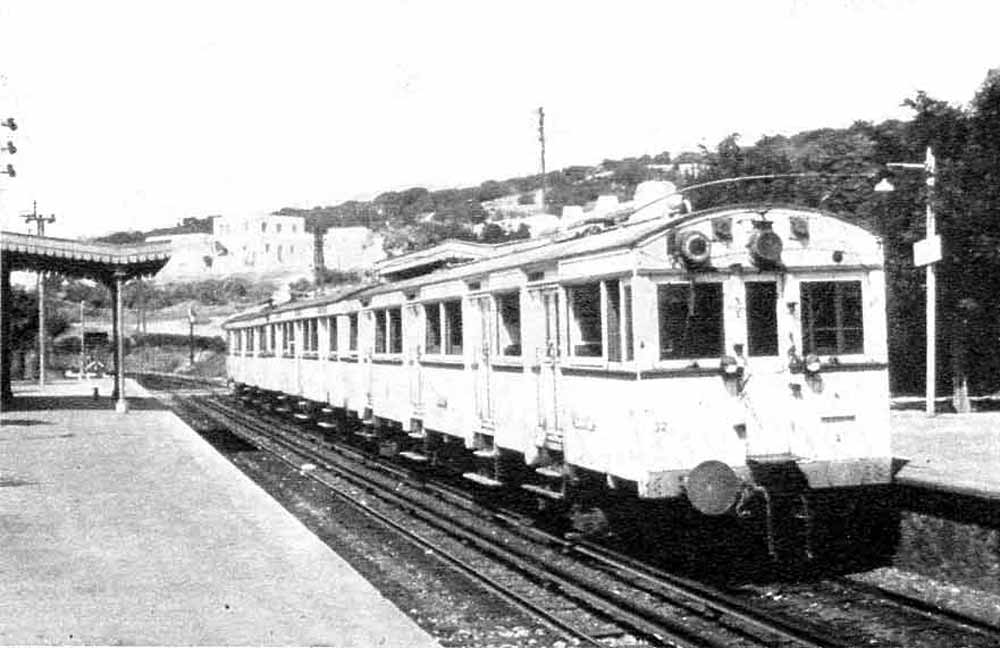
TGM en gare de Sidi Bou Saïd (1960).
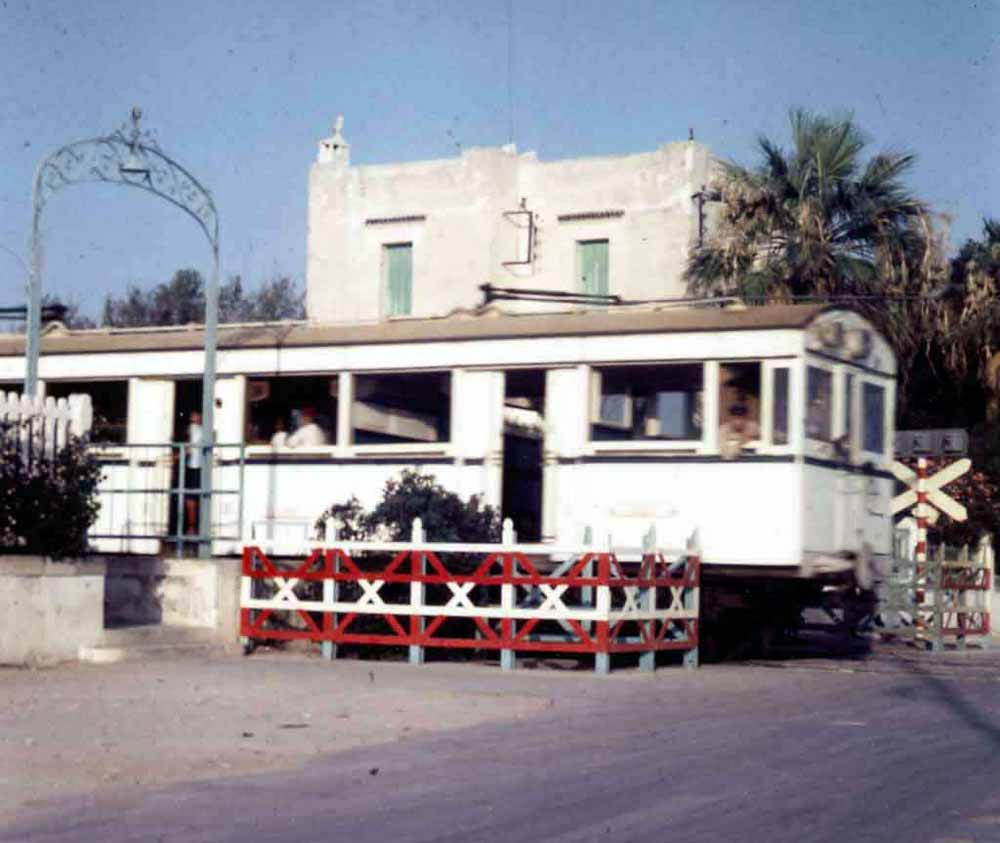
TGM en gare de Douar Chott (1972).
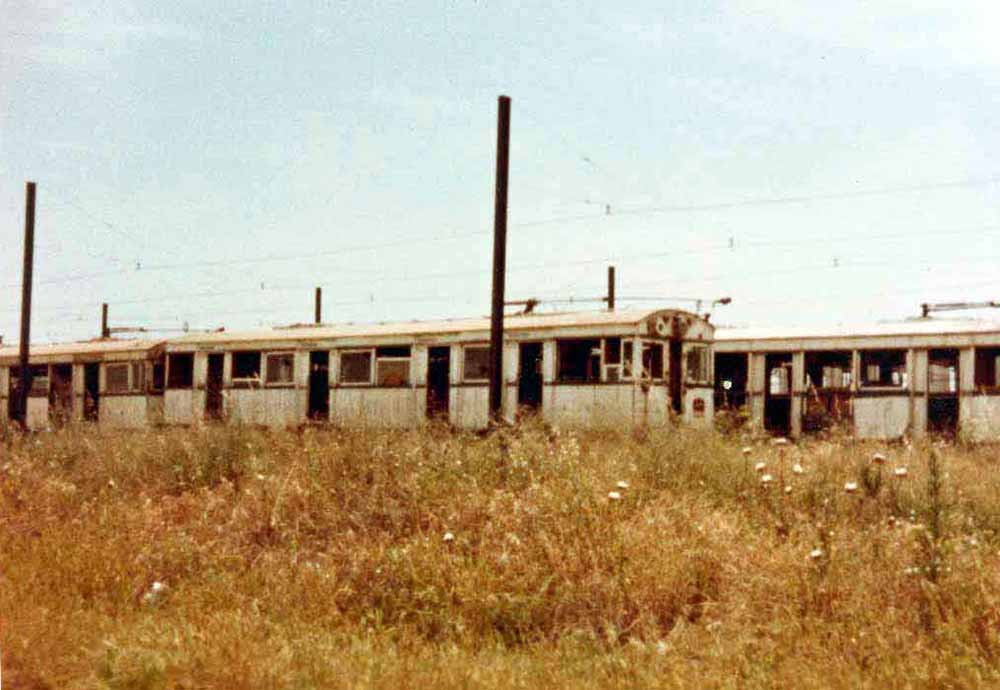
TGM en bois mis à la retraite.
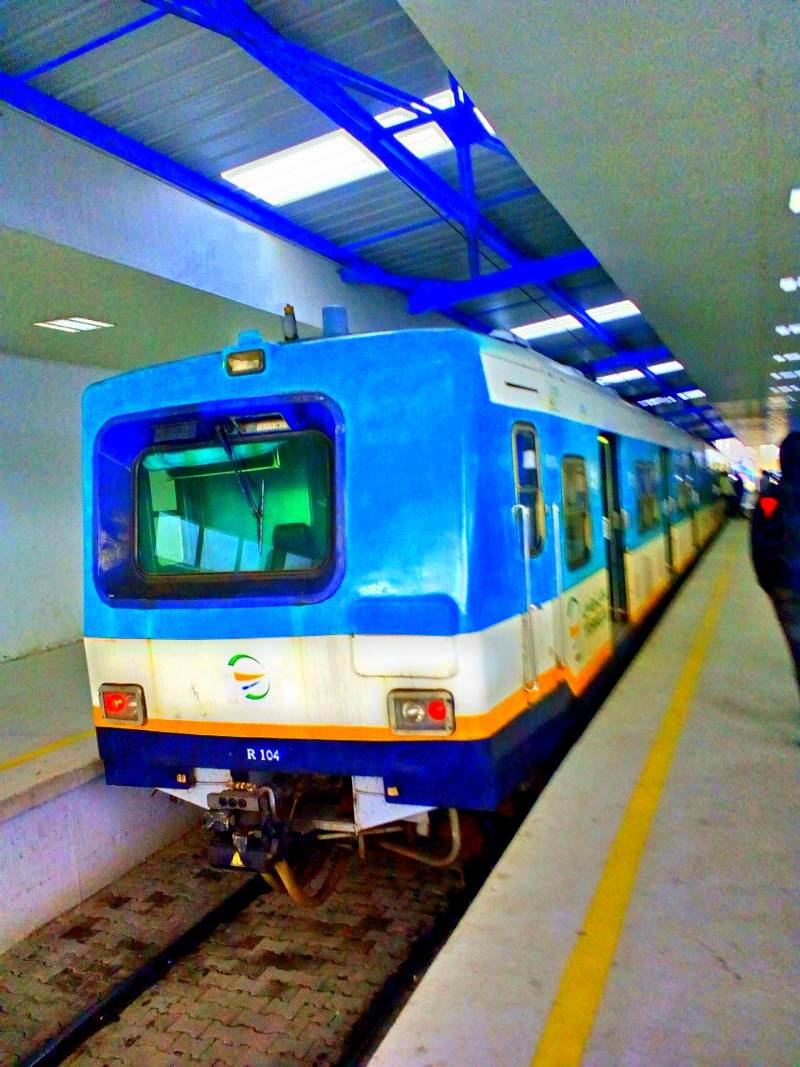
TGM en gare en 2017.

## Gares

### Ligne Nord
| Ligne Nord |   | Stations              | Municipalités | Correspondances |
| ---------- | - | --------------------- | ------------- | --------------- |
|            | ■ | Tunis Nord            | Tunis         |                 |
|            | • | Le Borgel             | Tunis         |                 |
|            | • | Cherguia              | Tunis         |                 |
|            | • | Aviation civile       | Tunis         |                 |
|            | • | Aviation              | Tunis         |                 |
|            | • | El Aouina             | Tunis         |                 |
|            | • | Chott Bahira          | Tunis         |                 |
|            | • | Sidi Daoud            | La Marsa      |                 |
|            | • | Consulat d'Angleterre | La Marsa      |                 |
|            | • | La Marsa Ville        | La Marsa      |                 |
|            | • | Marsa Résidence       | La Marsa      |                 |
|            | ■ | Marsa Plage           | La Marsa      |                 |
|            |   |                       |               |                 |

La gare de Tunis Nord se trouve d'abord place de Rome (derrière la cathédrale Saint-Vincent-de-Paul). Dotée d'une toiture en bois curviligne, elle est reconstruite à la fin du XIXe siècle avec de vastes structures métalliques avant d'être abandonnée lors de l'électrification du réseau en 1908.
La ligne Nord est finalement démantelée en 1965 au profit d'une ligne de bus. En effet, cette ligne qui compte au début de l'électrification un train par heure, comme la ligne Sud, perd ensuite de son importance avec le développement de la banlieue le long du tracé de la ligne Sud. Ainsi, en 1938, elle n'offre plus que huit trains par jour, dans chaque sens, contre une fréquence de 35 minutes sur la ligne Sud.

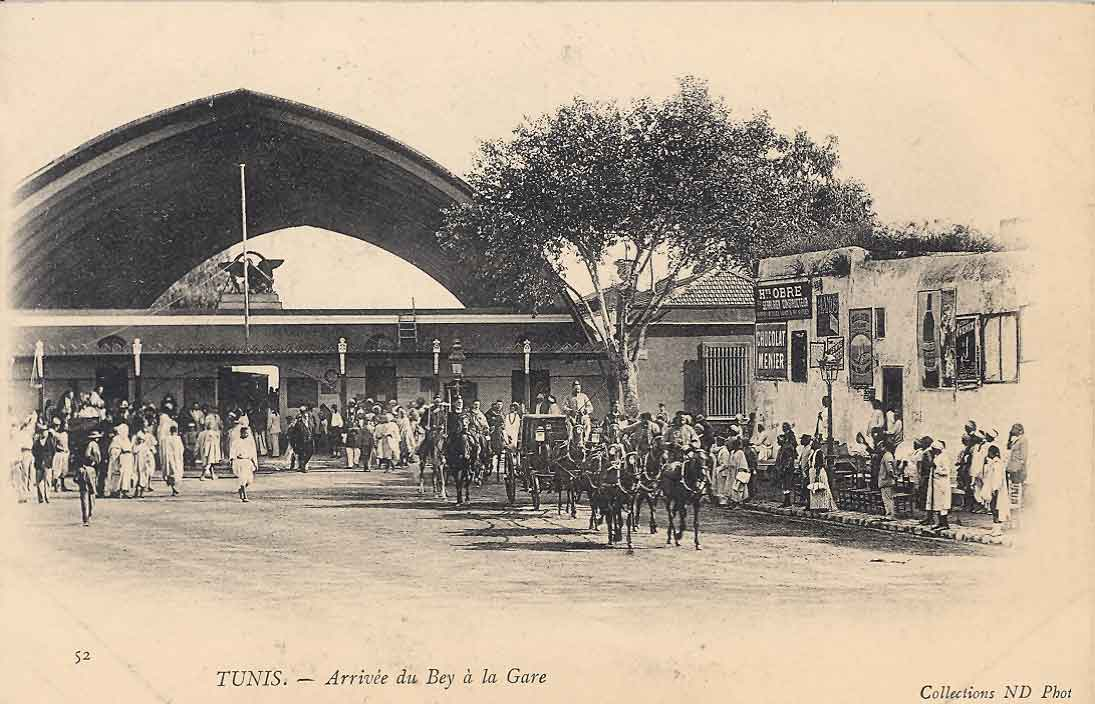
Tunis Nord (1880).
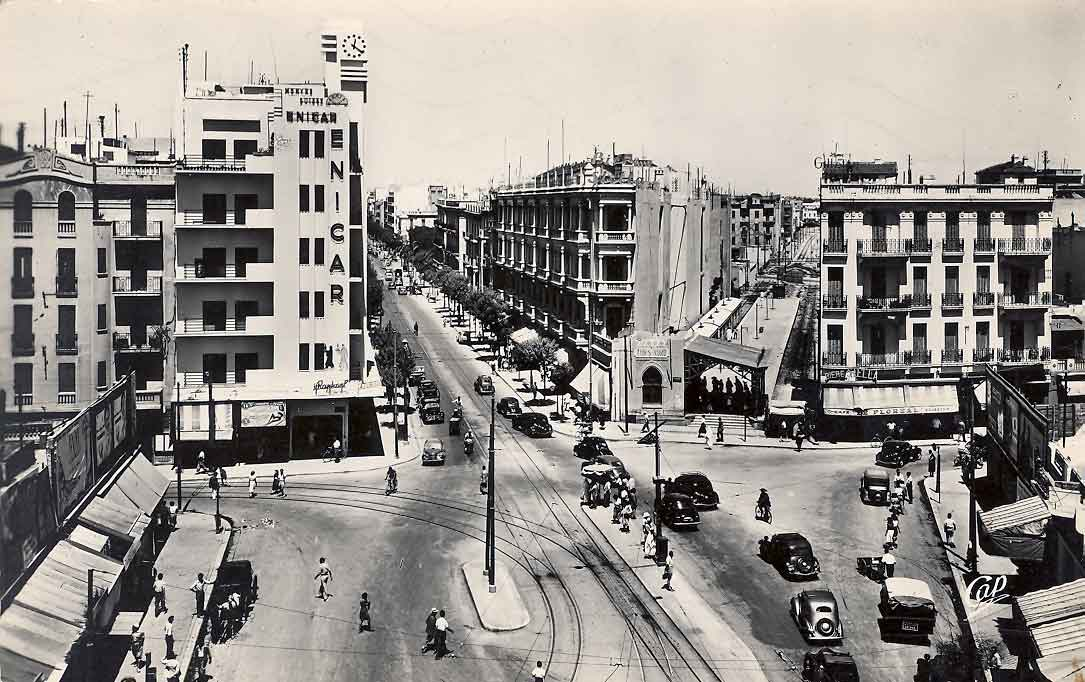
Tunis Nord (1950).
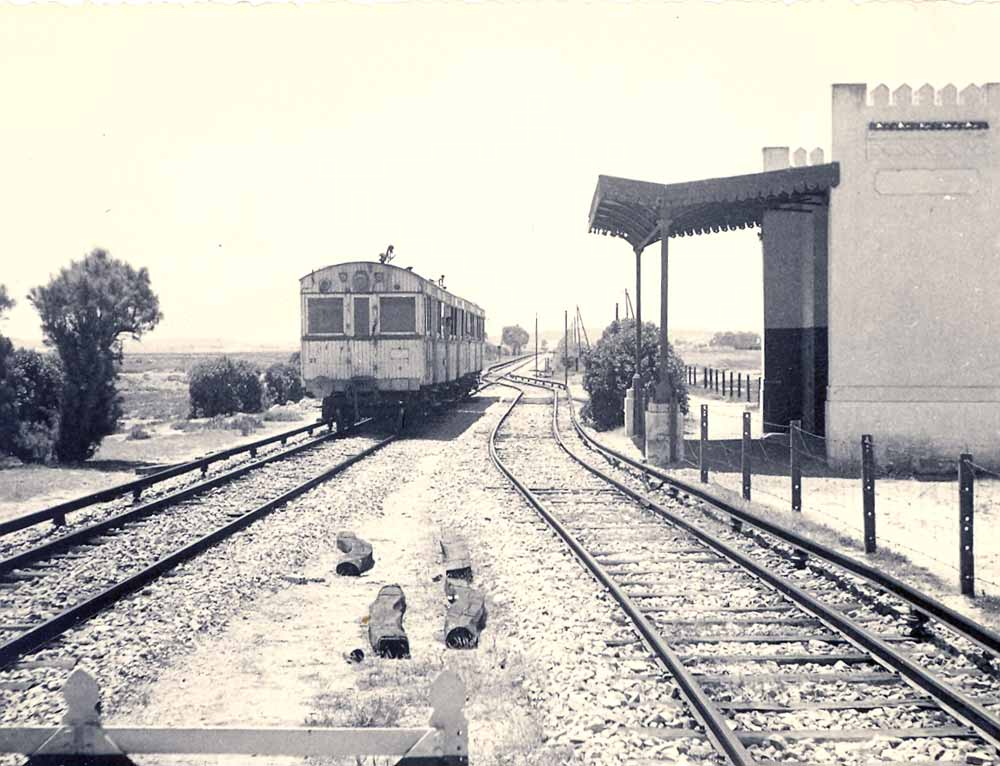
El Aouina.
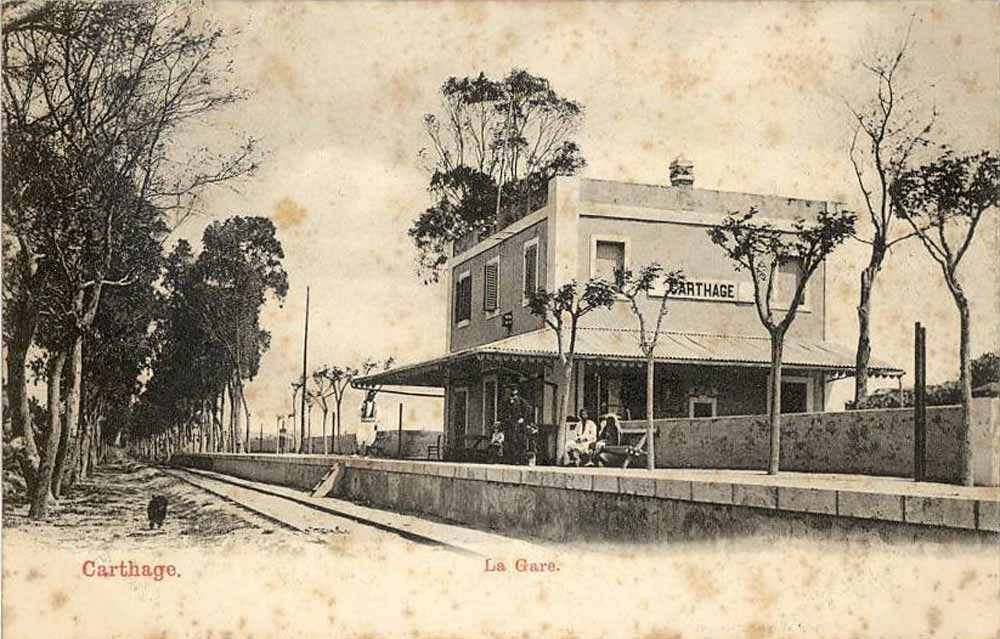
Carthage La Malga (1890).

### Ligne Sud (actuelle)
| Ligne TGM |   | Stations            | Anciens noms   | Municipalités | Correspondances |  |
| --------- | - | ------------------- | -------------- | ------------- | --------------- |  |
|           | ■ | Tunis Marine        |                | Tunis         |                 |  |
|           | • | Le Bac              |                | La Goulette   |                 |  |
|           | • | La Goulette         |                | La Goulette   |                 |  |
|           | • | Goulette Neuve      |                | La Goulette   |                 |  |
|           | • | Goulette Casino     |                | La Goulette   |                 |  |
|           | • | Khereddine          |                | Khereddine    |                 |  |
|           | • | L'Aéroport          |                | Khereddine    |                 |  |
|           | • | Le Kram             |                | Le Kram       |                 |  |
|           | • | Carthage Salammbô   | Salammbô       | Carthage      |                 |  |
|           | • | Carthage Byrsa      | Douar Chott    | Carthage      |                 |  |
|           | • | Carthage Dermech    | Dermech        | Carthage      |                 |  |
|           | • | Carthage Hannibal   | Carthage       | Carthage      |                 |  |
|           | • | Carthage Présidence | Sainte-Monique | Carthage      |                 |  |
|           | • | Carthage Amilcar    | Amilcar        | Carthage      |                 |  |
|           | • | Sidi Bou Saïd       |                | Sidi Bou Saïd |                 |  |
|           | • | Sidi Dhrif          | L'Archevêché   | La Marsa      |                 |  |
|           | • | La Corniche         |                | La Marsa      |                 |  |
|           | ■ | Marsa Plage         |                | La Marsa      |                 |  |
|           |   |                     |                |               |                 |  |

- Tunis Casino (supprimée[1])

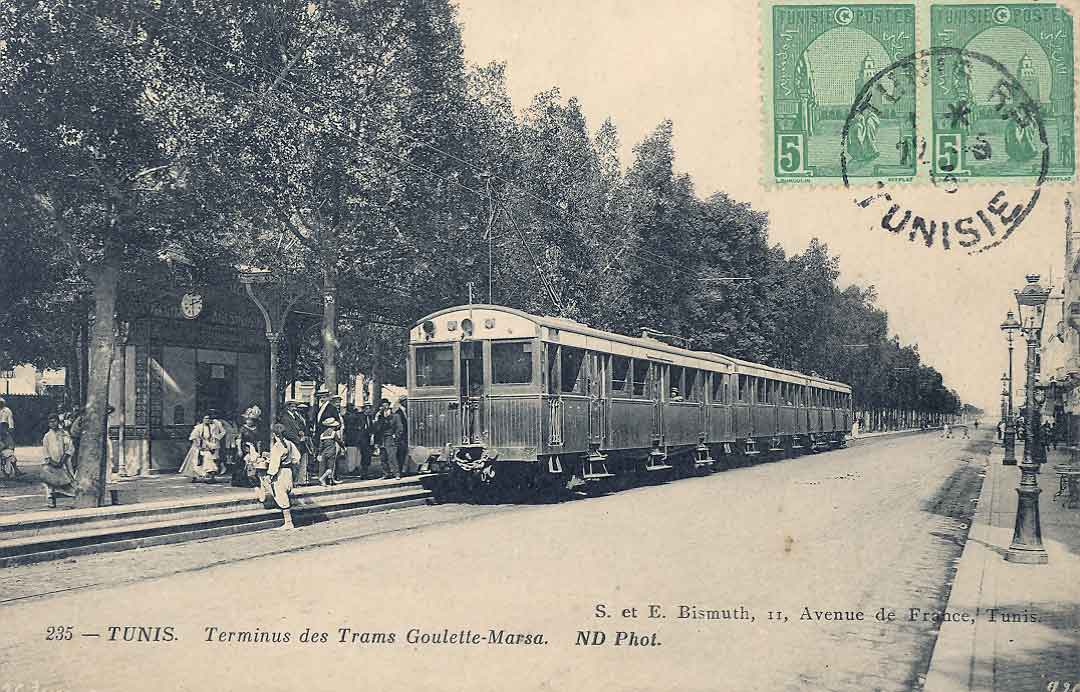
Tunis Casino (1910).
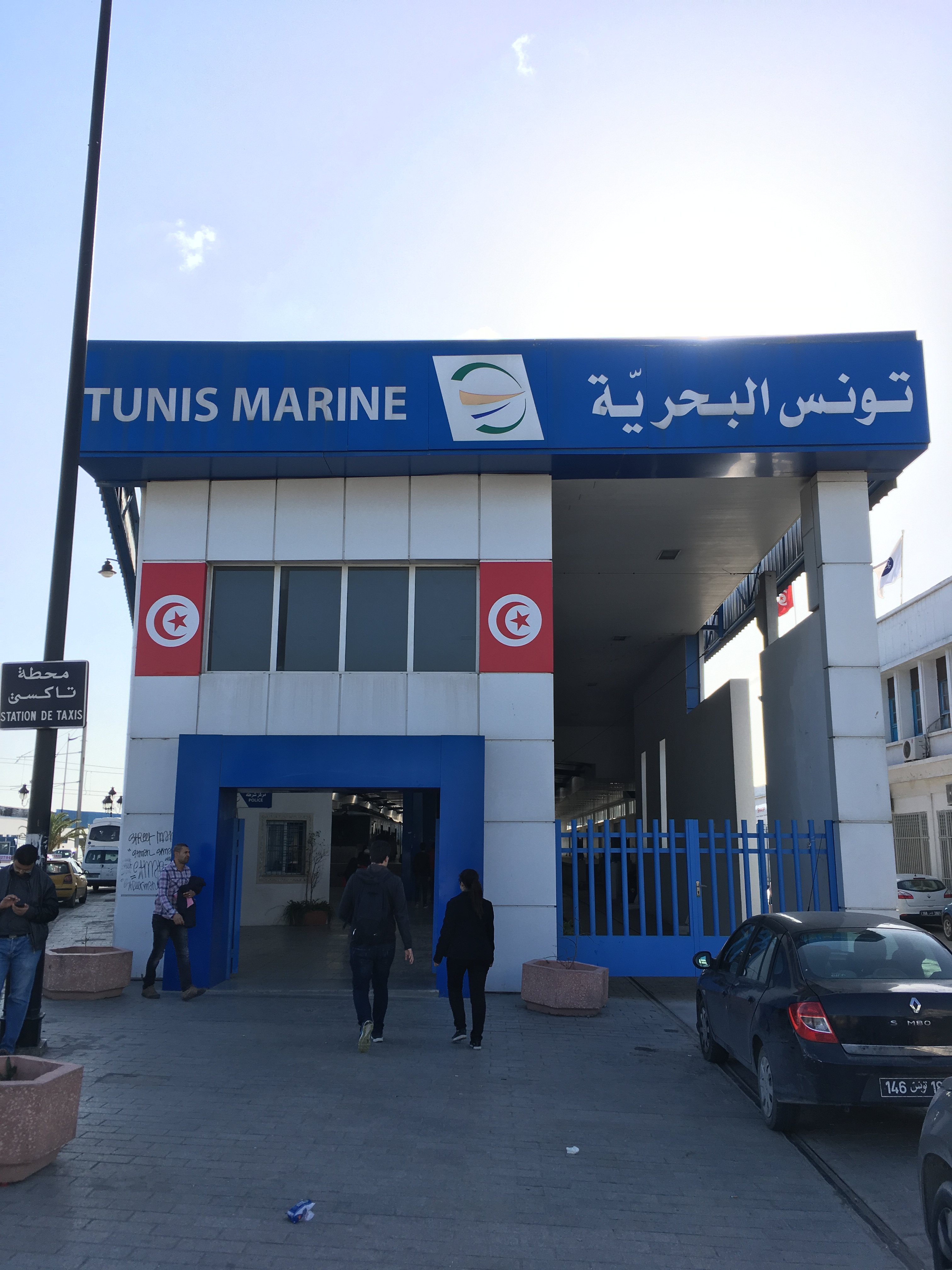
Tunis Marine (2017).
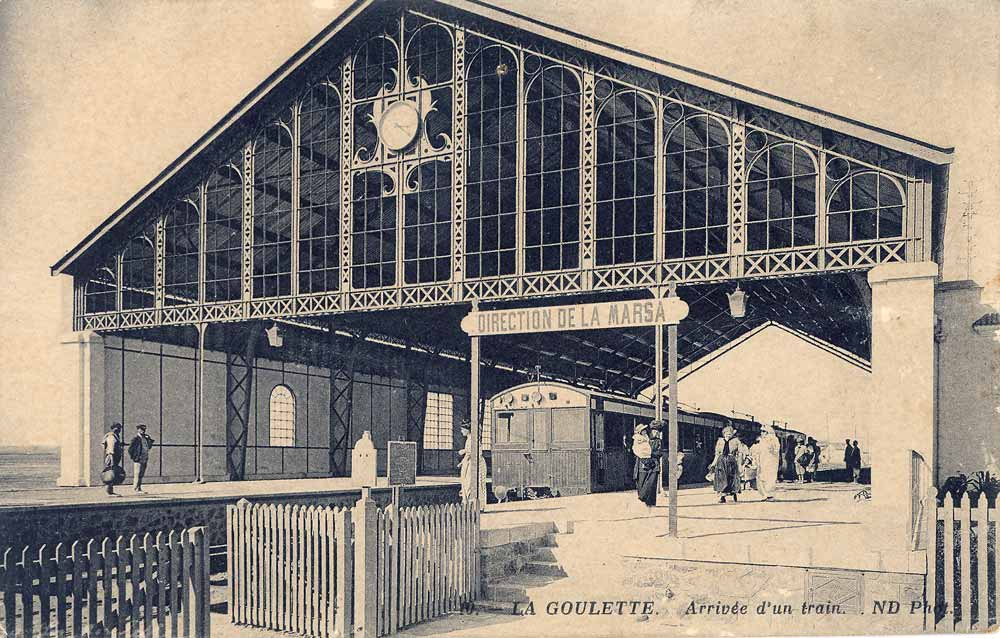
La Goulette.
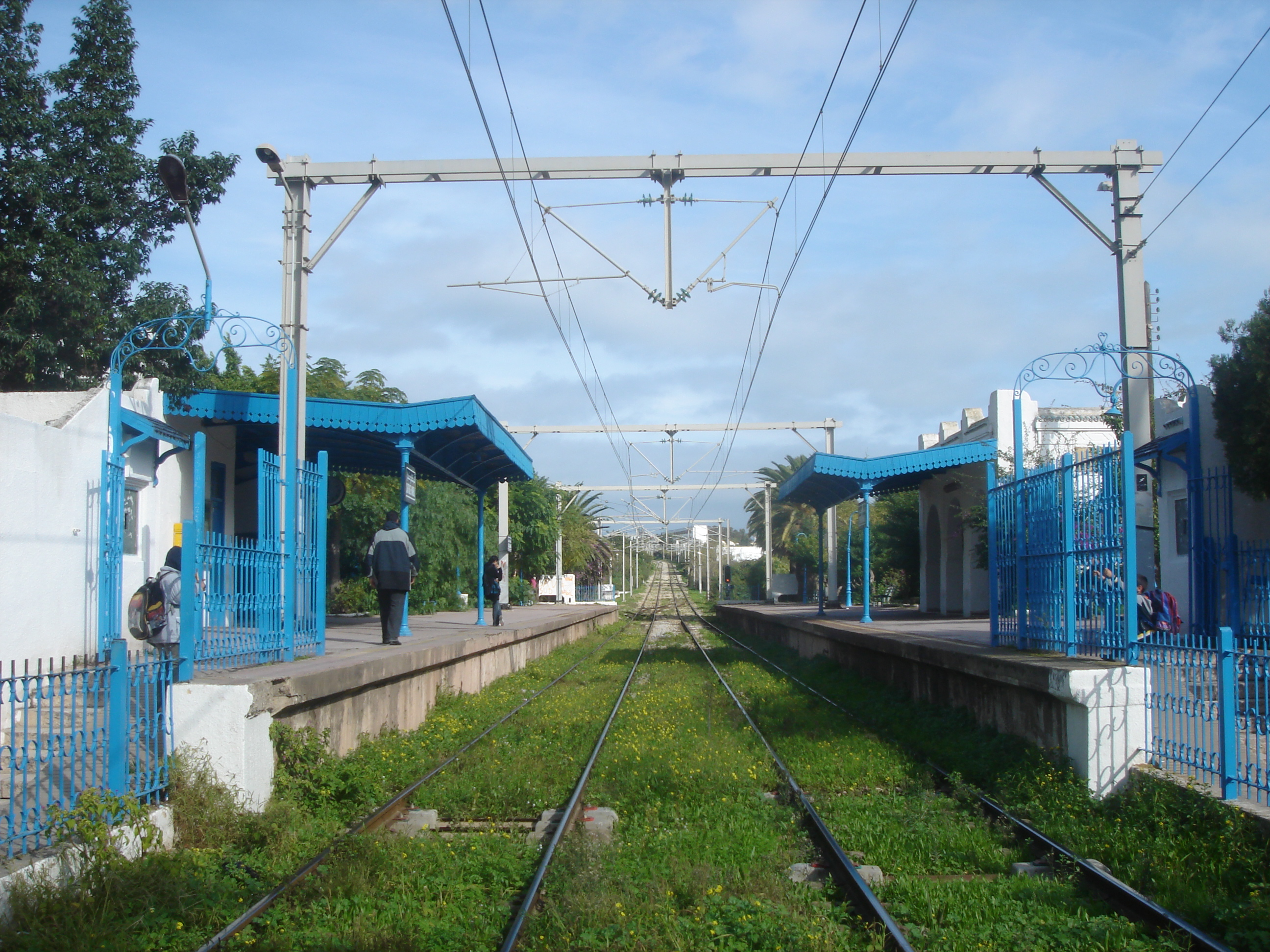
Carthage (2010).
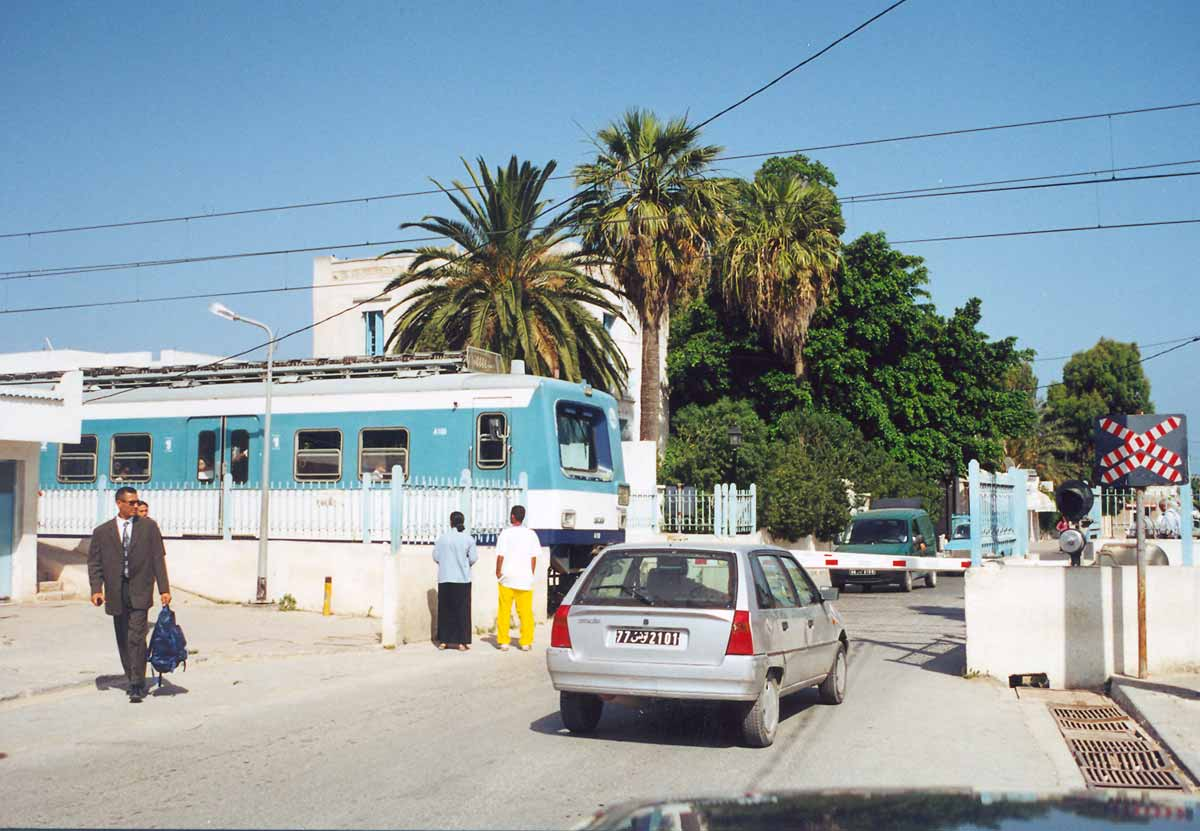
Byrsa (2001).
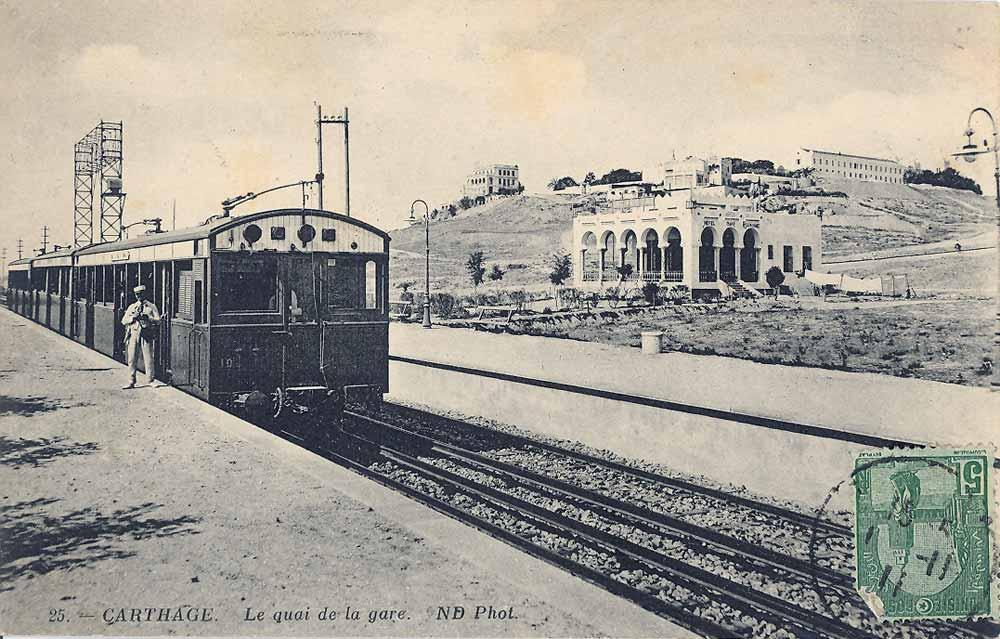
Carthage.
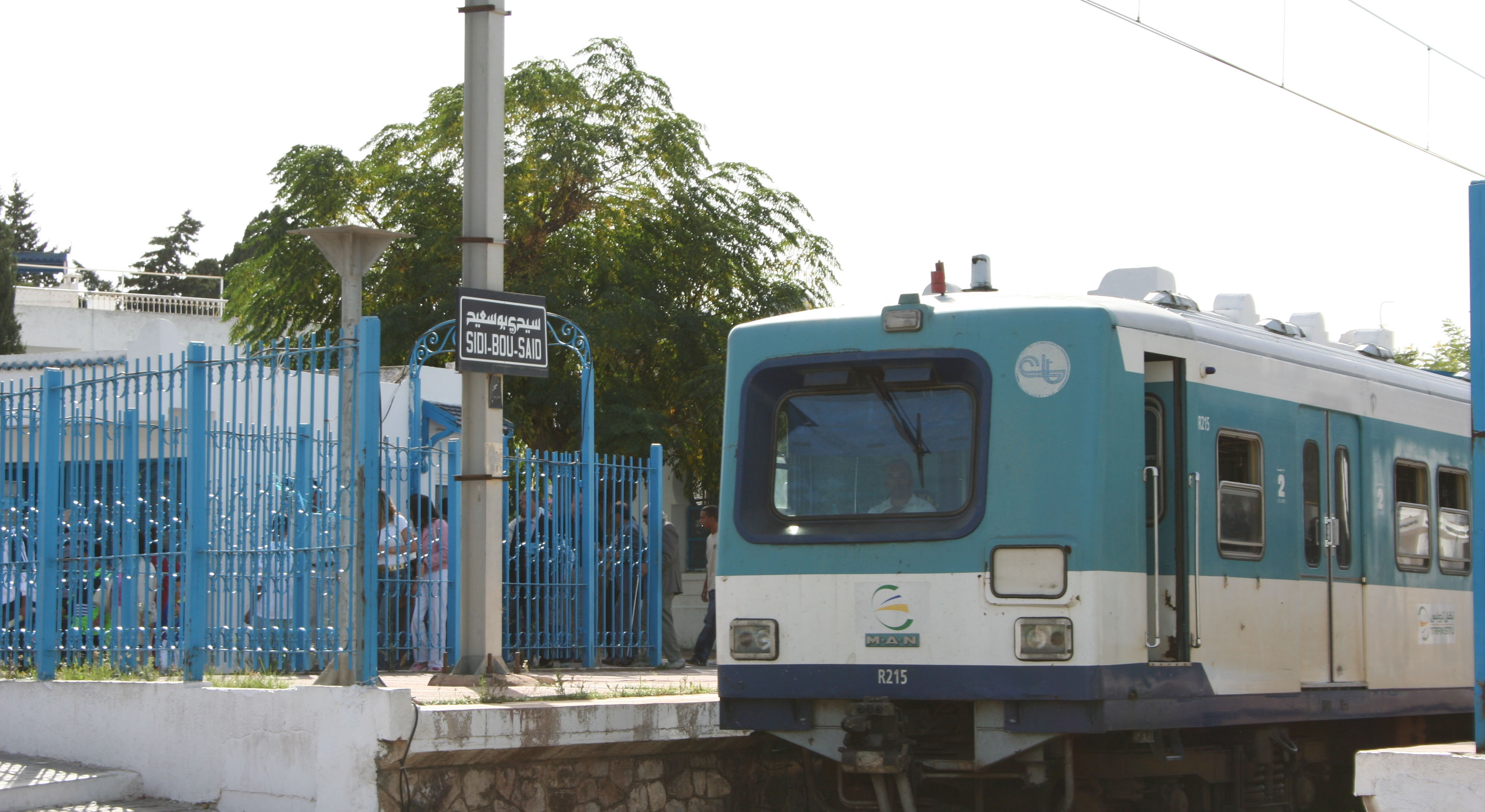
Sidi Bou Saïd (2006).
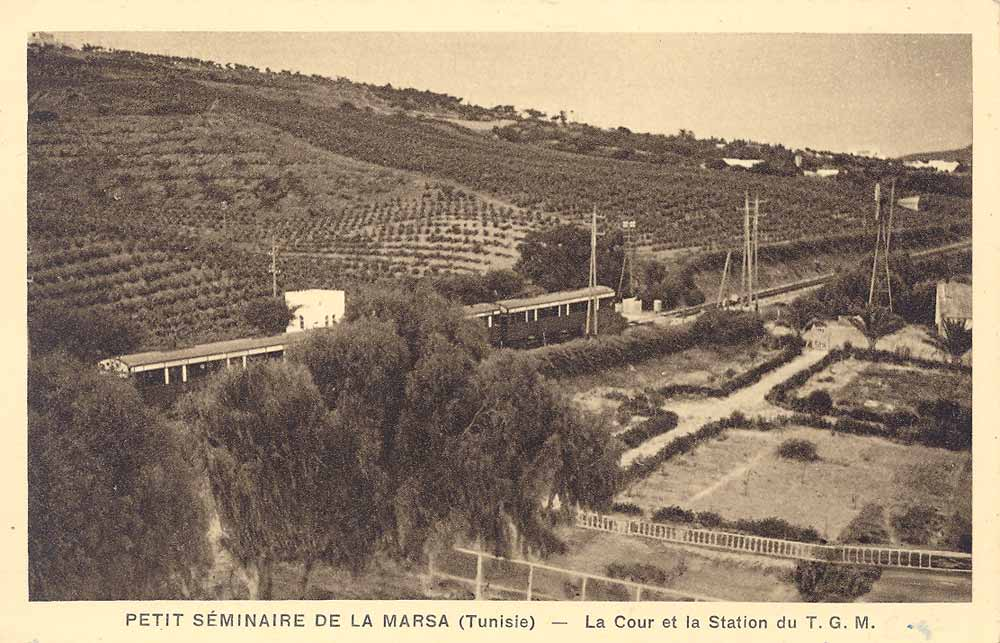
L'Archevêché.
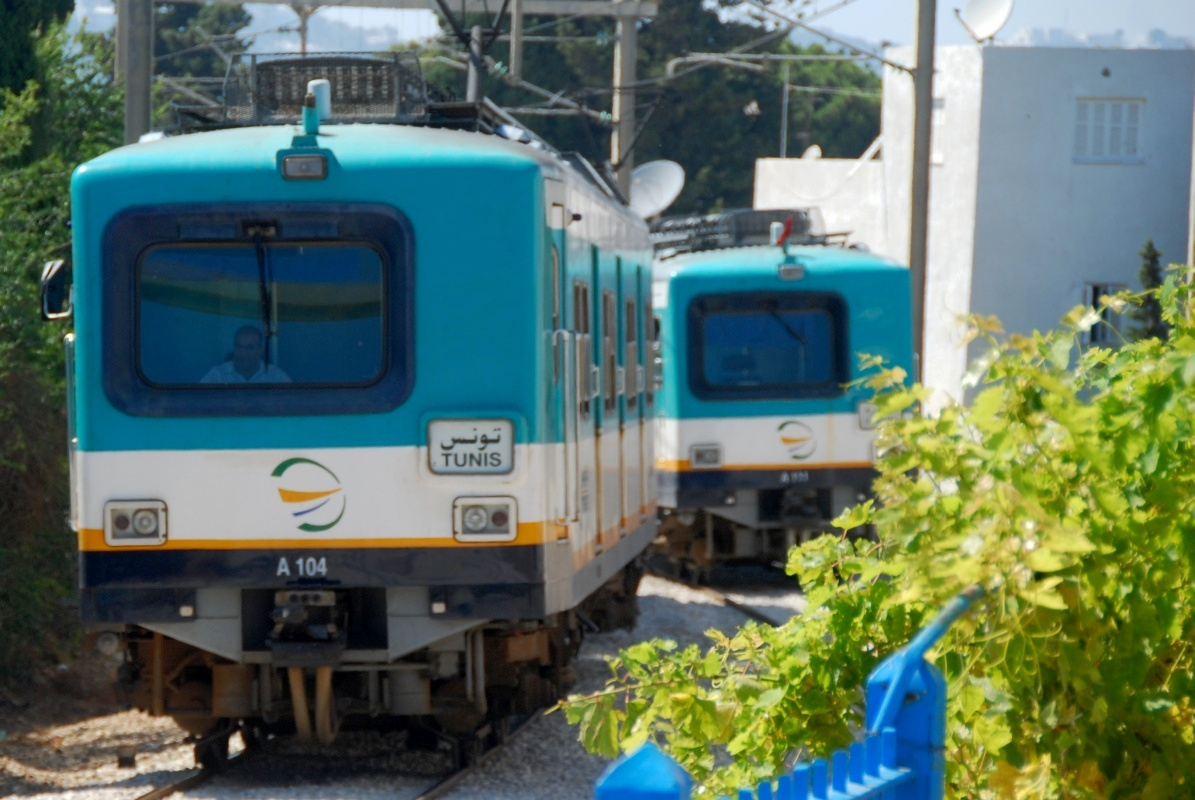
La Corniche (2010).
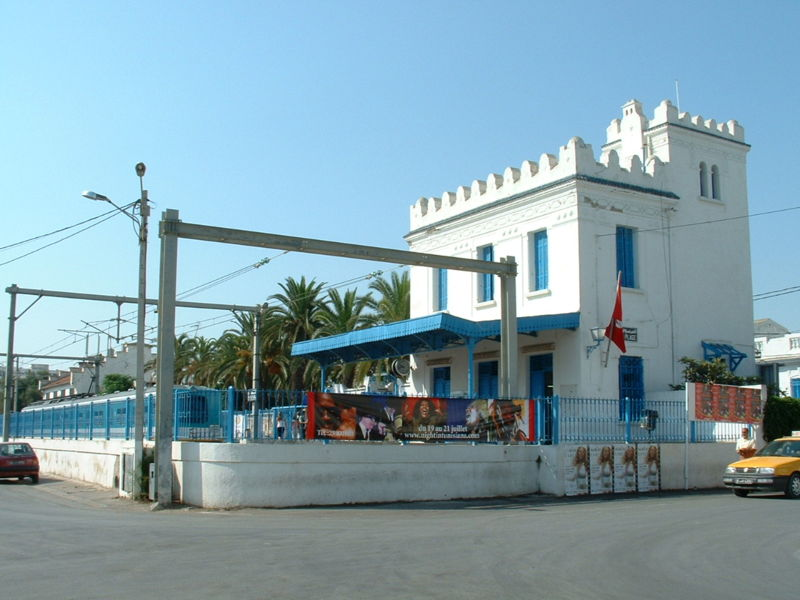
Marsa Plage (2006).